# Zaricine, Tulciîn
Zaricine (în ucraineană Зарічне) este o comună în raionul Tulciîn, regiunea Vinnița, Ucraina, formată numai din satul de reședință.

## Demografie
Componența lingvistică a satului Zaricine
     Ucraineană (98,4%)
     Rusă (1,17%)
     Alte limbi (0,29%)
Conform recensământului din 2001, majoritatea populației satului Zaricine era vorbitoare de ucraineană (98,4%), existând în minoritate și vorbitori de rusă (1,17%).